# Ewert Karlsson
Ewert Karlsson (* 6. November 1918 in Mogata; † 5. Januar 2004 in Huddinge) war ein schwedischer Künstler und einer der führenden Karikaturisten in Schweden. Seine Signatur war EWK.

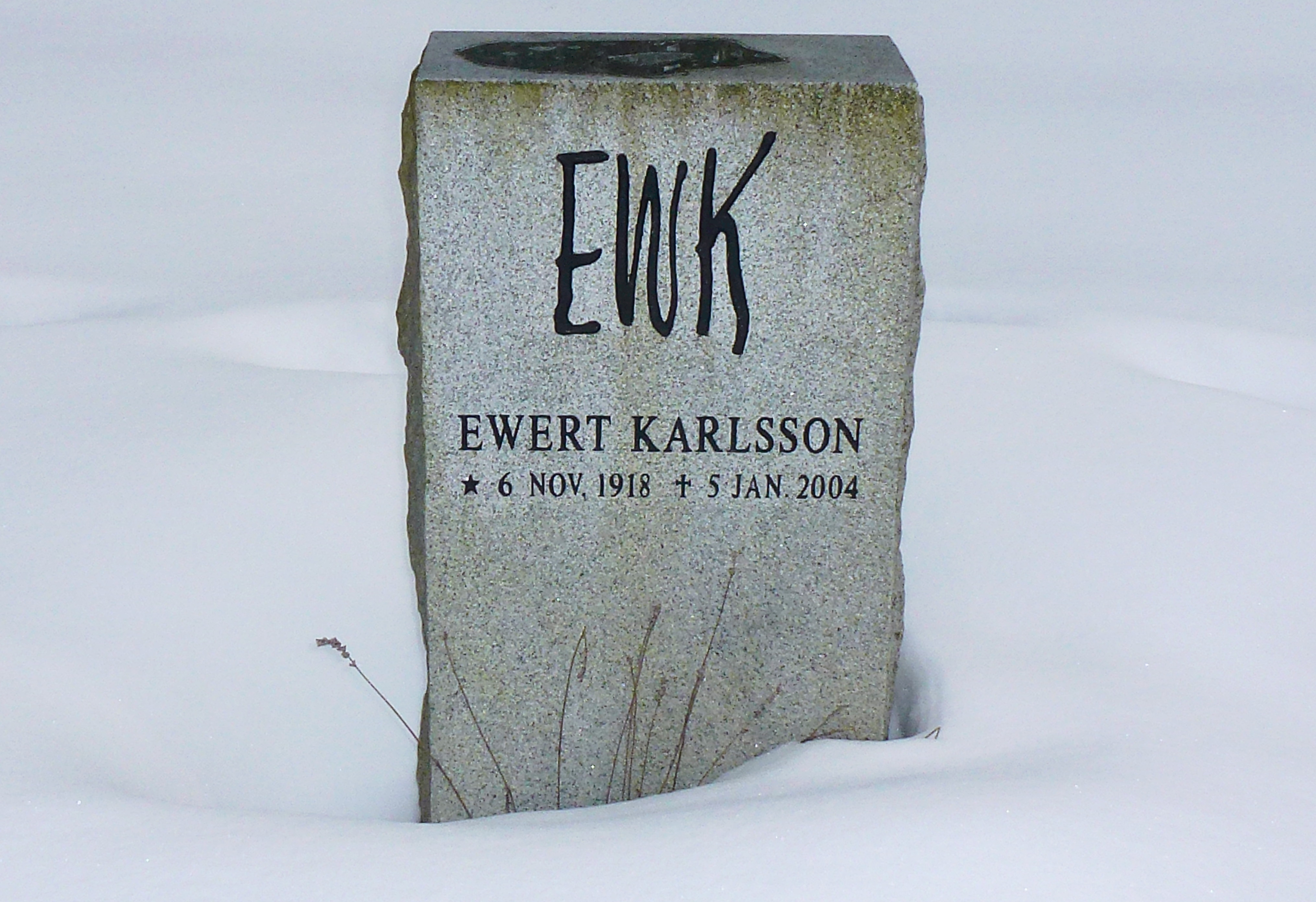
Ewert Karlssons Grabstein, Sankt Botvids Friedhof, Huddinge

Karlsson war anfangs Bauer, folgte dann aber Anfang der 1950er Jahre seinem künstlerischen Traum und zog in die Gemeinde Huddinge südlich von Stockholm. 1956 bekam er seine erste Anstellung bei der Stockholmer Tageszeitung Stockholms-Tidningen, die dem schwedischen Gewerkschaftsbund gehörte. Dort zeichnete der Kollege Poul Ströyer (1923–96) seine witzigen Männchen. Als die Stockholms-Tidningen 1966 ihre Herausgabe einstellte, ging Karsson zum Aftonbladet, wo er bis 1996 Karikaturen und Illustrationen zeichnete. Er war aber auch in anderen in- und ausländischen Zeitungen und Zeitschriften zu sehen, u. a. in der New York Times. Karlsson hat auch einige Jugendbücher illustriert, u. a. das Kinderbuch Vicke Viking von Runer Jonsson, das ins Deutsche unter dem Titel „Wickie und die starken Männer“ übersetzt wurde, sowie die nachfolgenden Bände der Reihe um Wickie. Er bekam für seine Arbeiten mehrere internationale Auszeichnungen.
Sein Stil war detailreich, durchgearbeitet und komprimiert, gleichzeitig schlagkräftig und mit einem Zug zum Grotesken. Sein spitzer Stift traf immer genau den Punkt, witzig, aber zugleich auch nachdenklich und von großem sozialen Pathos. Eine seiner Karikaturen von 1980 zeigt Schweden als Schiff „MS SVEA“ in rauer See. Am Ruder, oder besser, an den Rudern, kämpfen die drei konservativen Parteivorsitzenden Gösta Bohman, links, Thorbjörn Fälldin, Mitte und Ola Ullsten, die damals zusammen die Regierung bildeten, während Oppositionsführer Olof Palme „Neptun opfert“.